# Mỏ khí ngưng tụ Nam Pars / Bắc Dome
Mỏ khí-condensate South Pars / North Dome là một mỏ ngưng tụ khí tự nhiên nằm ở vịnh Ba Tư. Đây là mỏ khí thiên nhiên lớn nhất thế giới. Iran và Qatar chia sẻ quyền sở hữu của mỏ này. Theo Cơ quan Năng lượng Quốc tế (IEA), mỏ chứa khí tự nhiên có trữ lượng ước tính khoảng 1.800 nghìn tỷ feet khối (51 nghìn tỷ mét khối) và condensate khí tự nhiên khoảng 50 tỷ thùng (7.9 tỷ mét khối). Trên danh sách các mỏ khí tự nhiên, nó có trữ lượng dự trữ có thể thu hồi hơn tất cả các lĩnh vực khác kết hợp. Nó có ảnh hưởng chiến lược địa chính trị quan trọng.
Trường khí đốt này có diện tích 9.700 km2, trong đó có 3.700 kilômét vuông (1.400 dặm vuông) (Nam Pars) nằm trong lãnh hải Iran và 6.000 km2 (Bắc Dome) Lãnh hải Qatar.

## Địa chất mỏ
- Độ sâu: 3.000 mét (9.800 ft) dưới đáy biển[7]
- Độ sâu nước: 65 mét (213 ft)[7]

Mỏ gồm hai thành hệ chứa khí độc lập nhau, Kangan (kỷ Trias) và Thượng Dalan (kỷ Permi). Mỗi thành hệ được chia thành hai lớp chứa khác nhau, được phân chia bởi các lớp vách ngăn không thấm. Mỏ gồm 4 lớp chứa khí độc lập K1, K2, K3, và K4.